# Imi (città)
Ími (o Ímei, Ínei, in inglese Imay) è un villaggio della Regione di Somali dell'Etiopia. È situato nel Woreda di Mirab Imi della zona di Afdera sulla riva nord dell'Uebi Scebeli, a 365 metri di altitudine.
L'Agenzia centrale di statistica d'Etiopia non ha pubblicato una stima per la popolazione di questo villaggio nel 2005. Imi ospita un aeroporto (codice ICAO HAIM) che offre una pista di atterraggio sterrata di circa 1050 metri di lunghezza, forse la più corta per un aeroporto civile etiope.

## Storia
Probabilmente il primo esploratore europeo che abbia visitato Imi è stato Arthur Rimbaud, che a quel tempo stava lavorando come agente commerciale in Harar per l'impresa di Mazeran, Vinnay e Barday. In una relazione delle sue spedizioni nel "Ogadine", datata 10 dicembre 1883, Rimbaud propose la creazione di un avamposto commerciale a Imi, "un grande villaggio permanente situato sulla riva del fiume Ogadine, otto giorni di carovana da Harar".
Vicino ad Imi,  nel 1890 le truppe del Ras Makonnen Wolde Mikael subirono una grave sconfitta dai guerrieri Amaden Rer. Un cacciatore inglese, il Colonnello Swayne, che visitò Imi nel febbraio 1893, vide "i resti del bivacco di un enorme esercito abissino che era stato sconfitto circa due o tre anni prima." Esploratori italiani che visitarono Imi all'inizio del 1891 trovato "squallido" e infelice il villaggio una volta prospero, a causa delle incursioni da Harar. Imi è importante per la presenza della tomba di Mohammed Abdullah Hassan, conosciuto come "Mad Mullah"; egli morì nel 1921, ma dagli anni intorno al 1930 la sua tomba era diventata un informe ammasso di macerie.
Nel 1964 i ribelli Bale attaccarono grandi insediamenti, come Kèrè e Imi e, mentre non riuscirono a conquistarli, ottennero il controllo del resto della zona, dato che le locatità più piccole furono abbandonate dalle forze governative. Di queste due città, Imi è stata l'unica che i ribelli ad un certo punto conquistarono e tennero per un breve periodo. Dodici anni dopo, 17 poliziotti vennero uccisi da un attacco ad Imi, nell'ottobre 1976. Durante la Guerra dell'Ogaden, dei guerriglieri ben armati assediarono Imi e le città vicine.